# ميغان فرازي
ميغان فرازي (بالإنجليزية: Megan Frazee)‏ مواليد 29 مارس 1987 في لاريدو، هي لاعبة كرة سلة أمريكية. بدأت مسيرتها الاحترافية في سنة 2009. تم اختيارها من قبل فريق سان أنطونيو ستارز خلال الدرافت. وتحمل الرقم 40. اعتزلت اللعب في 2010.

## روابط خارجية
- ميغان فرازي على موقع الاتحاد الوطني لكرة السلة النسائية (الإنجليزية)
- ميغان فرازي على موقع كرة السلة الأوروبية.كوم (الإنجليزية)
- ميغان فرازي على موقع كلية كرة السلة في سبورتس رفرنس.كوم (الإنجليزية)
- ميغان فرازي على موقع بروبوليرز (الإنجليزية)
- ميغان فرازي على موقع سبورتس رفرنس (الإنجليزية)